# Elecciones presidenciales de Indonesia de 2024
Se celebraron elecciones presidenciales en Indonesia el 14 de febrero de 2024 para elegir al presidente y vicepresidente de la República en las que el ministro de Defensa y exgeneral Prabowo Subianto se presentó a las elecciones contra el exgobernador de Yakarta, Anies Baswedan, y el exgobernador de Java Central, Ganjar Pranowo; ya que el presidente en ejercicio, Joko Widodo, tenía prohibido constitucionalmente presentarse a un tercer mandato.
También se realizaron las elecciones legislativas para la Asamblea Consultiva del Pueblo, que consiste en el Consejo Representativo del Pueblo y el Consejo Regional de Representantes, y miembros de los órganos legislativos locales.
El ascenso de Prabowo Subianto a la presidencia suscitó preocupaciones entre académicos y observadores sobre un posible retroceso democrático en Indonesia.

## Antecedentes
Las elecciones presidenciales de 2014 y 2019 fueron disputadas por los mismos dos candidatos. Se trata de Prabowo Subianto, que fue nominado por los partidos que apoyan al gobierno de Susilo Bambang Yudhoyono, y Joko Widodo, que fue apoyado mayoritariamente por la oposición y posteriormente ganó. Jokowi ganó la reelección en 2019 al obtener el 55,5% de los votos. 
El Presidente de Indonesia es elegido directamente cada cinco años. Según lo estipulado en el artículo 7 de la Constitución de la República de Indonesia de 1945, el actual presidente Joko Widodo no puede presentarse a un tercer mandato. Las elecciones presidenciales debían celebrarse antes de que finalizara su actual mandato, el 20 de octubre de 2024. 

## Sistema electoral
El procedimiento de votación sigue un sistema de dos rondas, en el que los votantes simplemente eligieron una de las parejas de candidatos. Se requerirá que un candidato obtenga la mayoría y al menos el 20% de los votos en más de la mitad de las provincias de Indonesia para ser declarado ganador. Si ninguna pareja de candidatos cumplió con el criterio (50%+1 del total de votos populares), la elección se repetirá o avanzará a una segunda vuelta para el mes de junio del mismo año y solo los dos candidatos recibirán la mayor cantidad de votos populares.

### Requisitos
Según la Constitución, los candidatos presidenciales deben:
- Tener al menos 40 años (el requisito no ha cambiado)
- Ser residente en Indonesia durante al menos 5 años;
- No tener ciudadanía extranjera ni permiso de residencia en país extranjero, ya sea al momento de la elección o en cualquier momento anterior (nuevo requisito constitucional).

Para postularse como candidato presidencial, un candidato debe estar respaldado formalmente por un partido político o una coalición del mismo que compongan el 20 por ciento de los escaños en el DPR o el 25 por ciento de los votos populares en la elección anterior, es decir, en la elección de 2019. Los partidos políticos pueden permanecer neutrales si no pueden proponer su propio candidato. Sin embargo, si uno o varios partidos neutrales pueden respaldar a su propio candidato, deben hacerlo o se les prohibirá participar en las próximas elecciones.
En julio de 2017, el Consejo Representativo del Pueblo (DPR) aprobó una ley que establece que solo los partidos o coaliciones con al menos el 20 % de los escaños en la legislatura (es decir, 115 escaños) o el 25 % de los votos en la elección anterior son elegibles para presentar una candidatura presidencial. candidato. Los requisitos para los candidatos a presidente/vicepresidente son ciudadanos nacidos en Indonesia, ciudadanos indonesios nacidos en el extranjero, una edad mínima de 40 años y el requisito de "creer en el Único Dios". Si los candidatos tenían cónyuges, también debían ser ciudadanos indonesios. Un historial criminal que resulte en más de cinco años de encarcelamiento o una bancarrota activa impide que un candidato se pueda postular.

### Votantes
La edad para votar es de 17 años, o menos si el votante se hubiera casado. Los miembros de las Fuerzas Armadas Nacionales de Indonesia y la Policía de Indonesia no pueden votar.
El 18 de abril de 2023, KPU anunció que había 205 853 818 votantes registrados provisionalmente, incluidos 1 574 737 votantes registrados en el extranjero. Estaba previsto que la votación se realizara en 823.287 colegios electorales.

## Candidatos presidenciales
| N.º | Nombre           | Nacimiento                                                | Partido político | Cargo desempeñado                                     | Compañero de fórmula     | Coalición                         | Coalición                                                 |        |                                   |
| --- | ---------------- | --------------------------------------------------------- | ---------------- | ----------------------------------------------------- | ------------------------ | --------------------------------- | --------------------------------------------------------- | ------ | --------------------------------- |
| 1   | Nombre           | Nacimiento                                                | Anies Baswedan   | 7 de mayo de 1969 (55 años) Kuningan, Java Occidental | Independiente            | Gobernador de Yakarta (2017–2022) | Abdul Muhaimin Iskandar                                   | Nasdem | Coalición de Cambio por la Unidad |
| 1   | PKB              |                                                           | Anies Baswedan   | 7 de mayo de 1969 (55 años) Kuningan, Java Occidental | Independiente            | Gobernador de Yakarta (2017–2022) | Abdul Muhaimin Iskandar                                   |        | Coalición de Cambio por la Unidad |
| 1   | PKS              |                                                           | Anies Baswedan   | 7 de mayo de 1969 (55 años) Kuningan, Java Occidental | Independiente            | Gobernador de Yakarta (2017–2022) | Abdul Muhaimin Iskandar                                   |        | Coalición de Cambio por la Unidad |
| 1   | Ummah            |                                                           | Anies Baswedan   | 7 de mayo de 1969 (55 años) Kuningan, Java Occidental | Independiente            | Gobernador de Yakarta (2017–2022) | Abdul Muhaimin Iskandar                                   |        | Coalición de Cambio por la Unidad |
| 2   | Prabowo Subianto | 17 de octubre de 1951 (73 años) Yakarta                   | Gerindra         | Ministro de Defensa (2019–2024)                       | Gibran Rakabuming Raka   | Gerindra                          | Coalición Avanzada de Indonesia                           |        |                                   |
| 2   | Prabowo Subianto | 17 de octubre de 1951 (73 años) Yakarta                   | Gerindra         | Ministro de Defensa (2019–2024)                       | Gibran Rakabuming Raka   | Golkar                            | Coalición Avanzada de Indonesia                           |        |                                   |
| 2   | Prabowo Subianto | 17 de octubre de 1951 (73 años) Yakarta                   | Gerindra         | Ministro de Defensa (2019–2024)                       | Gibran Rakabuming Raka   | Demokrat                          | Coalición Avanzada de Indonesia                           |        |                                   |
| 2   | Prabowo Subianto | 17 de octubre de 1951 (73 años) Yakarta                   | Gerindra         | Ministro de Defensa (2019–2024)                       | Gibran Rakabuming Raka   | PAN                               | Coalición Avanzada de Indonesia                           |        |                                   |
| 2   | Prabowo Subianto | 17 de octubre de 1951 (73 años) Yakarta                   | Gerindra         | Ministro de Defensa (2019–2024)                       | Gibran Rakabuming Raka   | PSI                               | Coalición Avanzada de Indonesia                           |        |                                   |
| 2   | Prabowo Subianto | 17 de octubre de 1951 (73 años) Yakarta                   | Gerindra         | Ministro de Defensa (2019–2024)                       | Gibran Rakabuming Raka   | PBB                               | Coalición Avanzada de Indonesia                           |        |                                   |
| 2   | Prabowo Subianto | 17 de octubre de 1951 (73 años) Yakarta                   | Gerindra         | Ministro de Defensa (2019–2024)                       | Gibran Rakabuming Raka   | Garuda                            | Coalición Avanzada de Indonesia                           |        |                                   |
| 2   | Prabowo Subianto | 17 de octubre de 1951 (73 años) Yakarta                   | Gerindra         | Ministro de Defensa (2019–2024)                       | Gibran Rakabuming Raka   | Gelora                            | Coalición Avanzada de Indonesia                           |        |                                   |
| 3   | Ganjar Pranowo   | 28 de octubre de 1968 (56 años) Karanganyar, Java Central | PDI-P            | Gobernador de Java Central (2013–2023)                | Mohammad Mahfud Mahmodin | PDI-P                             | Alianza de Partidos Políticos que Apoyan a Ganjar Pranowo |        |                                   |
| 3   | Ganjar Pranowo   | 28 de octubre de 1968 (56 años) Karanganyar, Java Central | PDI-P            | Gobernador de Java Central (2013–2023)                | Mohammad Mahfud Mahmodin | PPP                               | Alianza de Partidos Políticos que Apoyan a Ganjar Pranowo |        |                                   |
| 3   | Ganjar Pranowo   | 28 de octubre de 1968 (56 años) Karanganyar, Java Central | PDI-P            | Gobernador de Java Central (2013–2023)                | Mohammad Mahfud Mahmodin | Perindo                           | Alianza de Partidos Políticos que Apoyan a Ganjar Pranowo |        |                                   |
| 3   | Ganjar Pranowo   | 28 de octubre de 1968 (56 años) Karanganyar, Java Central | PDI-P            | Gobernador de Java Central (2013–2023)                | Mohammad Mahfud Mahmodin | Hanura                            | Alianza de Partidos Políticos que Apoyan a Ganjar Pranowo |        |                                   |

## Resultados
Se esperaba que los resultados oficiales se publicaran en marzo, pero los conteos rápidos de los tabuladores aprobados por el gobierno salieron a la luz poco después del cierre de los colegios electorales. Los recuentos iniciales de Indikator Politik, Kompas y el Círculo de Encuestas de Indonesia mostraron que Prabowo Subianto recibió entre el 53,4 y el 59,8 por ciento de los votos emitidos, seguido por Anies Baswedan, que recibió entre el 23,11 y el 26,39 por ciento, y Ganjar Pranowo, que recibió entre el 16,72 y el 17,12 por ciento. El 20 de marzo, Prabowo fue confirmado oficialmente como ganador de las elecciones por el KPU, habiendo obtenido alrededor de 96 millones de votos (59 por ciento), contra Anies Baswedan, que obtuvo 41 millones (25 por ciento), y Ganjar Pranowo, que obtuvo 27 millones ( 16 por ciento). 
| Candidato                 | Candidato                 | Compañero de formula      | Partido                   | Primera vuelta | Primera vuelta |  |
| Candidato                 | Candidato                 | Compañero de formula      | Partido                   | Votos          | %              |  |
| ------------------------- | ------------------------- | ------------------------- | ------------------------- | -------------- | -------------- |  |
|                           | Prabowo Subianto          | Gibran Rakabuming Raka    | Gerindra                  | 96 214 691     | 58,59          |  |
|                           | Anies Baswedan            | Abdul Muhaimin Iskandar   | Independiente             | 40 971 906     | 24,95          |  |
|                           | Ganjar Pranowo            | Mohammad Mahfud Mahmodin  | PDIP                      | 27 040 878     | 16,47          |  |
|                           |                           |                           |                           |                |                |  |
| Votos válidos             | Votos válidos             | Votos válidos             | Votos válidos             | 164 227 475    | 97,51          |  |
| Votos blancos e invalidos | Votos blancos e invalidos | Votos blancos e invalidos | Votos blancos e invalidos | 4 194 536      | 2,49           |  |
| Total                     | Total                     | Total                     | Total                     | 168 422 011    | 100            |  |
| Participación             | Participación             | Participación             | Participación             | 204 421 612    | 82,39          |  |